# Frankrike i Eurovision Song Contest 2016

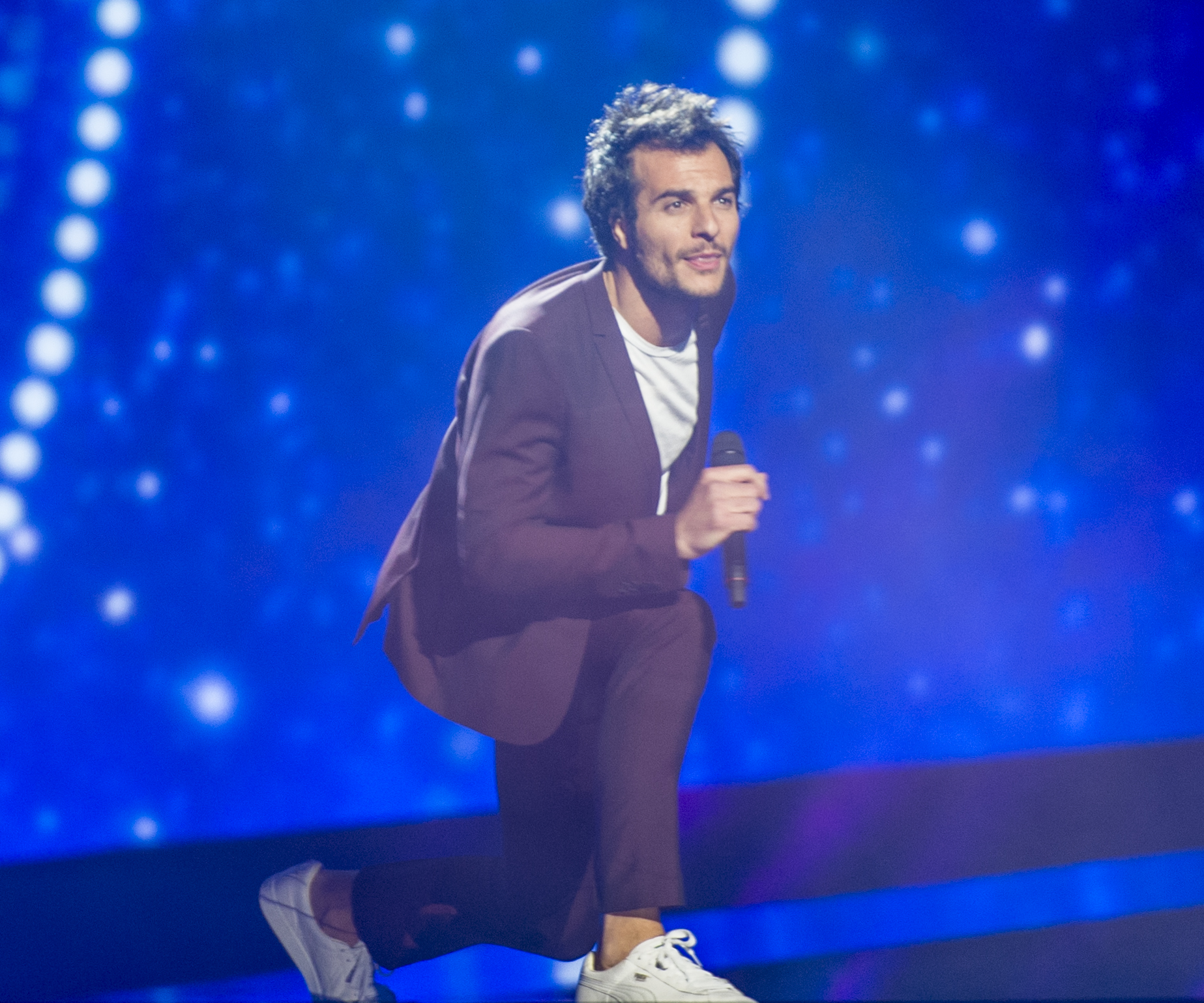

Frankrike deltog i Eurovision Song Contest 2016 i Stockholm, Sverige. Landet representerades av Amir Haddad med låten "J'ai cherché"
Från början meddelade Frankrike att man skulle presentera både artist och bidrag den 12 mars, men bidraget presenterades redan den 29 februari 2016.

## Under Eurovision
Då Frankrike är ett av Big Five-länderna var man direktkvalificerad till finalen. I Finalen hamnade man på 6:e plats med 257 poäng.